# Peter Rolfe Vaughan
Peter Rolfe Vaughan (* 10. März 1935 in Luton; † 16. Mai 2008 in Suffolk) war ein britischer Bauingenieur (Geotechnik).

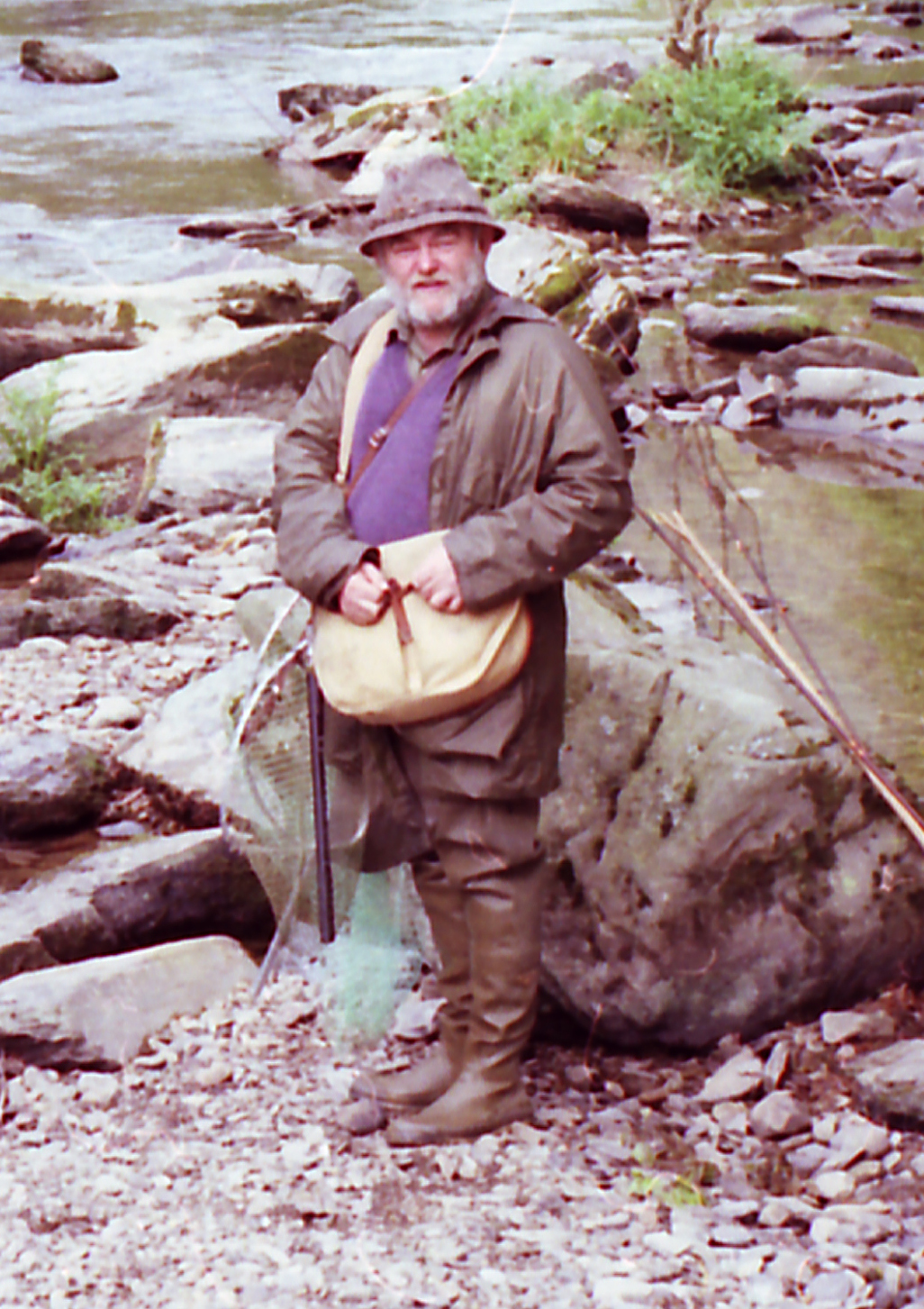
Vaughan beim Fliegenfischen 1983

Vaughan machte 1956 seinen Abschluss als Bauingenieur am Imperial College und arbeitete dann für die Baufirma Sandemann Kennard and Partners, wo sein Interesse für Dammbau begann. 1964 war er am Bau des Kainji Damms in Nigeria für die Baufirma Balfour Beatty beteiligt. 1965 nahm er ein halbes Jahr unbezahlten Urlaub um seine Doktorarbeit zu schreiben. Ab 1967 war er bei Sandemann Kennard beim Bau der Staudämme in Cow Green und Balderhead tätig. 1969 war er wieder als Lecturer am Imperial College, wo er 1976 Reader und 1987 Professor wurde. 1996 ging er dort in den Ruhestand und war danach selbständiger geotechnischer Berater insbesondere  für die von ihm mit gegründete Geotechnical Consulting Group. Zu seinen Weiteren Dammprojekten gehören der Epingham und Roadford Damm in Großbritannien und die Untersuchung der Ursache des Versagens des Carsington Damms 1984 und der Entwurf seines Nachfolgers.
1994 hielt er die Rankine Lecture (Assumption, prediction and reality in geotechnical engineering). 1978 wurde er Fellow der Institution of Civil Engineers und 1991 der Royal Academy of Engineering.